# Deutsche Skeleton-Meisterschaft 1999
Die 33. Deutsche Skeleton-Meisterschaft 1999 wurde am 3. Januar 1999 auf der Kombinierten Kunsteisbahn am Königssee ausgetragen. Es gab jeweils eine Veranstaltung für Damen und für Herren. Beide wurden in drei Läufen durchgeführt.

## Männer
| Platz | Sportler         | Verein                | Zeit    |
| ----- | ---------------- | --------------------- | ------- |
| 1     | Willi Schneider  | WSV Königssee         | 2:31,09 |
| 2     | Andy Böhme       | BSR Rennsteig Oberhof | 2:31,93 |
| 3     | Dirk Matschenz   | BSR Rennsteig Oberhof | 2:34,18 |
| 4     | Peter Meyer      | BSC München           | 2:34,68 |
| 5     | Frank Kleber     | BSC München           | 2:36,26 |
| 6     | Anton Buchberger | BSC München           | 2:36,27 |

Willi Schneider gewann zum sechsten Mal den Titel des Deutschen Meisters.

## Frauen
| Platz | Sportler          | Verein                  | Zeit    |
| ----- | ----------------- | ----------------------- | ------- |
| 1     | Steffi Hanzlik    | SC Steinbach-Hallenberg | 2:36,28 |
| 2     | Monique Riekewald | BSR Oberhof             | 2:41,54 |
| 3     | Diana Sartor      | SSV Altenberg           | 2:41,74 |
| 4     | Romy Volz         |                         | 2:42,01 |
| 5     | Annett Köhler     | BSR Oberhof             | 2:45,35 |

Steffi Hanzlik gewann den Deutschen Meistertitel zum dritten Mal in Folge.